# Ba bai zhuang shi
Ba bai zhuang shi é um filme taiwanês de 1976, do gênero drama de guerra, dirigido por Ting Shan-hsi. 
Foi selecionado como representante de Taiwan à edição do Oscar 1977, organizada pela Academia de Artes e Ciências Cinematográficas.

## Elenco
- Ko Chun-hsiung
- Hsu Feng
- Brigitte Lin
- Chin Han